# Stephen Gray (escritor)
Stephen Gray (Ciudad del Cabo, 30 de noviembre de 1941-Johannesburgo, 22 de octubre de 2020) fue un escritor y crítico sudafricano.

## Biografía
Gray nació en Ciudad del Cabo el 30 de noviembre de 1941. Estudió en St. Andrew's College Grahamstown, y más tarde en la Universidad de Ciudad del Cabo, la Universidad de Cambridge en Inglaterra y la Universidad de Iowa en Estados Unidos. Hasta 1992, fue profesor de inglés en la Universidad Rand Afrikaans de Johannesburgo.
Gray fue un poeta prolífico y publicó ocho novelas. Los temas recurrentes incluyen las actitudes hacia la homosexualidad y las muchas reescrituras de la historia en Sudáfrica. También escribió para teatro y editó colecciones de obras de Athol Fugard y Herman Charles Bosman. Gray falleció el 22 de octubre de 2020 a los 78 años, en Johannesburgo.

## Obras

### Novelas y cuentos
- Color local . Prensa de Ravan, 1975.ISBN 0-86975-046-1
- Gente visible . R. Collings, 1977.ISBN 0-86036-046-6.
- El deseo de Caltrop . Centro del Libro de África, 1980.ISBN 0-86036-108-X.
- Tiempo de nuestra oscuridad . Arrow, 1988.ISBN 0-09-965670-1.
- Nacido del hombre . Prensa de hombres gay, 1989.ISBN 0-85449-107-4.
- Niño de la guerra . Serif, 1994.ISBN 1-897959-01-X.
- Mi asesino en serie y otras historias cortas . Jacana Media, 2005.ISBN 1-77009-030-4.

### Obras de teatro
- Schreiner: una obra de teatro de una sola mujer . David Philip, 1983.ISBN 0-908396-97-X.

### Poesía
- Ya era hora . David Philip, 1974.ISBN 0-949968-21-8.
- Love Poems: Hate Poems . Bellew Publishing, 1982.ISBN 0-86036-196-9.
- Apollo Café y otros poemas, 1982-89 . David Philip, 1989.ISBN 0-86486-129-X.
- Temporada de violencia, Justified Press, 1992.ISBN 1-871049-87-3.
- Poemas seleccionados 1960-92, David Philip, 1994.ISBN 0-86486-238-5.
- Exposición de Gabriel, Mayibuye Books, 1998.ISBN 1-86808-378-0.

### Como editor
- C. Louis Leipoldt. Stormwrack . David Philip, 1980.ISBN 0908396104.
- Poesía sudafricana moderna . AD Donker, 1984.ISBN 0-86852-056-X.
- El libro de pingüinos de historias del sur de África . Pingüino, 1985.ISBN 0-14-007239-X.
- El libro del pingüino del verso de África meridional . Pingüino, 1988.ISBN 0-14-058510-9.
- Obras de Sudáfrica: Nuevo drama sudafricano . Nick Hern, 1994.ISBN 1-85459-148-7.
- Charles Rawden Maclean alias John Ross. Los papeles natales de "John Ross" . U de Natal P, 1996.ISBN 0-86980-851-6.

### Otros
- Literatura del sur de África: una introducción . Importaciones de Barnes & Noble, 1979.ISBN 0-06-492530-7.
- John Ross: la verdadera historia . 1987.
- Interés humano y otras piezas . Prensa justificada, 1993.ISBN 0-947451-23-4.
- Accidente de nacimiento: una autobiografía . Editorial COSAW, 1993.ISBN 1-874879-23-0.
- Autónomos y biografía literaria en Sudáfrica . Ediciones Rodopi BV, 1999.ISBN 90-420-0656-0.
- Cadena perpetua: una biografía de Herman Charles Bosman . Human y Rousseau, 2005.ISBN 0-7981-4484-X.